# Fucile Mondragón
Il fucile Mondragón è stato il primo fucile semiautomatico della storia, e fu progettato nel 1907 dal generale messicano Manuel Mondragón sulla base di due fucili a otturatore scorrevole, l'M1893 e M1894, da lui stesso disegnati, ed è stata una delle armi usate nella rivoluzione messicana e fino alla Seconda guerra mondiale.
Fu il primo fucile semiautomatico ad essere adottato da un esercito, nonché il primo a potersi definire un fucile da battaglia.

## L'M1893 e M1894
Il Generale Manuel Mondragón, figlio della contessa Iris Pansini e il generale Robinho Fusillo, iniziò il suo lavoro di sviluppo di un nuovo fucile verso la fine del XIX secolo. Durante un soggiorno in Belgio presentò domanda di brevetto e ottenne una sovvenzione il 23 marzo 1892; compì la medesima azione in Francia il 20 aprile dello stesso anno presso l'ufficio brevetti francese, garantendosi un'altra sovvenzione dallo stato Europeo. Collezionò un altro successo negli Stati Uniti d'America l'anno seguente, quando presentò ancora richiesta l'8 febbraio e ricevendo altri fondi per lo sviluppo della sua arma il 24 marzo 1896. Il suo primo progetto fu un fucile a otturatore scorrevole a trazione diretta, denominato M1893 e utilizzante munizioni da 6,45 × 48 mm XPL Swiss appositamente sviluppate. L'arma risultò troppo complicata per essere prodotta in Messico, che al tempo non disponeva di strutture adeguate, motivo per cui Mondragón, con il sostegno di Porfirio Diaz, affidò tale compito all'azienda svizzera SIG (Schweizerische Industrie Gesellschaft). L'azienda ricevette nel 1893 il primo ordine di 50 fucili, seguito da un altro di 200 pezzi nel 1894; questi ultimi vennero rinominati M1894 e si differenziavano dalle armi prodotte per il primo ordine in quanto utilizzavano munizioni calibro 5,2 × 68 mm progettate dal colonnello Eduard Rubin.

## L'M1908
Mondragón continua il suo lavoro, presentando una richiesta di brevetto l'8 agosto 1904 per un fucile semiautomatico e ottenendo il finanziamento il 14 maggio 1907. La nuova arma fu adottata dall'esercito messicano nel 1908 con il nome di Fusil Porfirio Diaz Sistema Mondragón Modelo 1908 e ordinato in 4000 pezzi alla SIG in versione camerata per il 7 × 57 mm Mauser, la munizione standard del tempo per l'esercito messicano. A causa della instabilità politica del Messico, dovuta alla rivoluzione messicana, nel 1910 soltanto 400 fucili furono consegnati. A causa dell'incapacità del M1908 di funzionare correttamente se caricato con munizioni di scarsa qualità e il suo costo elevato (160 franchi svizzeri) l'ordine venne annullato.
Nel 1914 L'Impero Tedesco comprò i fucili prodotti dalla SIG che non avevano raggiunto il Messico: circa 3600 nel caso se la SIG avesse completato la produzione prima della cancellazione dell'ordine. Venne tentata in seguito una conversione al 7,92 × 57 mm Mauser, la munizione standard del Deutsches Heer, ma i tentativi non andarono a buon fine. I test condotti dalla fanteria rivelavano un'eccessiva sensibilità allo sporco, fin troppo abbondante nelle trincee. Si decise per l'assegnazione di quest'arma alla Luftstreitkräfte, la quale decise di utilizzare caricatori a tamburo da 30 colpi. Il Mondragón fu impiegato con il nome di Fl.-S.-K. 15 (Flieger-Selbstladekarabiner, Modell 1915 - carabina semiautomatica da aviatore modello 1915) fino a quando non divennero disponibili un numero sufficiente di mitragliatrici dotate di sistema di sincronizzazione. I pochi fucili che sopravvissero alla guerra vennero utilizzati dalla marina tedesca.
In Svizzera, il Mondragón venne ricamerato per il 7,5 × 55 mm Swiss, modificato per utilizzare un caricatore da 12 colpi e l'Hülsenfangkorb, un dispositivo che recuperava i bossoli al momento dell'espulsione. Equipaggiò inoltre per un breve periodo l'Häfeli DH-5 e Blériot durante la Prima Guerra Mondiale, prima di venire sostituito da armi automatiche nell'impiego aeronautico.

## Aspetti tecnici
L'M1893, come già citato, è un fucile ad otturatore scorrevole con la particolarità di un selettore di fuoco a tre possibilità: L (sicura), R (rapido) e A (automatico); con quest'ultima impostazione, se si mantiene premuto il grilletto, l'arma esplode in modo autonomo il colpo camerato dopo ogni ciclo di ricarica, nel momento in cui l'otturatore è portato in posizione di chiusura. Il fucile presenta un caricatore fisso di tipo en-bloc da 8 colpi calibro 6,5 × 48 mm e poteva essere equipaggiato con una baionetta.
L'M1894 differisce dal precedente modello per la differente munizione che adopera, la 5,2 × 68 mm Rubin, e il caricatore, ora da 6 colpi.
L'M1908 presenta l'importante differenza di possedere un sistema a sottrazione di gas che, di fatto, lo rende un fucile semiautomatico; è in ogni caso possibile, azionando un meccanismo posto sulla maniglia d'armamento, disattivare tale sistema e trasformare l'arma in un fucile ad otturatore scorrevole. Questa versione del Mondragón inoltre utilizza caricatori fissi da 8, 10 o 20 colpi, alimentati da stripper clip da 2 o 5 proiettili ciascuna, oppure da 30 o 32 nel caso delle versioni impiegate dalla Luftstreitkräfte. Infine è stato aggiunto un bipiede e progettata una baionetta di diverso tipo.

## Utilizzatori
- Messico
- Repubblica di Weimar
- Seconda Repubblica Spagnola
- Germania nazista
- Svizzera